# Mya Bollaers
Mya Bollaers, née en 1996, est une actrice belge.
En 2020, elle remporte le Magritte du meilleur espoir féminin à la 10e cérémonie des Magritte du cinéma pour son rôle dans Lola vers la mer de Laurent Micheli.

## Biographie
Mya Bollaers nait en Belgique en 1996. Dans sa jeunesse, elle s’intéresse au théâtre pendant une courte période.
Mya Bollaers fait des études de commerce et se spécialise dans le merchandising de grande surface et poursuit ensuite des études de psychologie.
Elle-même transgenre, elle joue le rôle de Lola, une personne transgenre dans le film Lola vers la mer en 2019. Il s'agit de son premier rôle au cinéma.

## Filmographie partielle

### Cinéma
- Lola vers la mer de Laurent Micheli

### Télévision
- L'invité[7]

## Distinctions

### Récompenses
- 2020 : Magritte du meilleur espoir féminin[8] pour son rôle dans Lola vers la mer de Laurent Micheli
- 2019 : Ibis d’Or de la Meilleure actrice lors du 6e Festival du Cinéma & Musique de Film de La Baule[9] pour son rôle dans Lola vers la mer de Laurent Micheli

### Nominations
- César du meilleur film étranger[10].